# Cerkev svetega Jurija, Varaždin
Cerkev svetega Đorđa je pravoslavna cerkev, ki se nahaja na trgu Bana Jelačića 19 v Varaždinu. Zgradil jo je leta 1884 graditelj Radoslav Atzinger. Dragocen popis (ikonos, klopi in ikone) so prenesene iz pravoslavne cerkve v Zagrebu.